# Чорний Володимир Костянтинович
Володимир Костянтинович Чорний (1 березня 1925 — 7 жовтня 2001, Київ, Україна) — радянський і український редактор, сценарист. Заслужений працівник культури УРСР (1978). З 1977 року член Національної спілки кінематографістів України. Чоловік Валентини Волкової , батько кінорежисера Олега Чорного.

## Біографія
Учасник радянсько-німецької війни. 
Народився 1 березня 1925 року в селі Василівка (місто), Запорізької області. У родині столяра Чорного Костянтина Андрійовича та Чорної Парасковії Родіонівни. 
У вересні 1932 року пішов до школи у місті Жашків, Черкаської області. 
Батько був партійним працівником. тому родина часто переїжджала. 
До початку війни разом з батьками, старшим братом Іваном та середньою сестрою Євдокією мешкав у місті Гребінка, Полтавської області, де закінчив 9 класів школи номер 55. 
З початком війни у серпні 1941 року разом з родиною виїхав в евакуацію на станцію Куєда, Казанської залізниці (зараз РФ).  
В евакуації 1943 року розпочав трудову діяльність. 
Працював ремонтним робітником 14-ї дистанції залізничного шляху Казанської залізниці (зараз РФ). 
У січні 1943 року призваний до лав армії і до липня 1943 був курсантом мінометно-кулементного училища у місті Перм  (зараз РФ). 
З липня 1943 року солдат 217 стрілецької дивізії 749 стрілецького полку Брянського фронту. Брав участь у Битві на Курській дузі. У вересні 1943 року отримав важке поранення. 
Лікувався у військовому госпіталі номер 1885 у місті Кінешма, Івановської області (зараз РФ). За інвалідністю був демобілізований з лав армії та у грудні 1943 повернувся закінчувати лікування у місто Гребінка, Полтавської області, яке на той час вже звільнили від німецької окупації. Де до квітня 1944 року продовжив лікуватись від поранення. 
З квітня 1944 року по вересень 1948 року працював у місті Гребінка, Полтавської області секретарем вузлового залізничного комітету комсомолу, завідувачем та художником залізничного клубу, технічним секретарем вузлового залізничного партійного комітету.  
У грудні 1946 року вступив до Комуністичної партії Радянського Союзу
1948 року вступив на відділення журналістики Київського Національного університету ім.Т. Г. Шевченка, який закінчив 1953 року з червоним дипломом.
У 1953—1956 рр. — аспірант Київського Національного університету ім.Т. Г. Шевченка, кафедра партійно-радянської преси.
З жовтня 1956 року працівник Київської кіностудії ім. О. П. Довженка. Працював редактором багатотиражної газети кіностудії "Екран і життя", заступником секретаря та секретарем партійного бюро кіностудії, виконувачем обов`язків начальника сценарного відділу кіностудії, старшим редактором сценарного відділу, головним редактором творчого об'єднання «Час», заступником головного редактора Київської кіностудії ім. О. П. Довженка. Як редактор вів низку фільмів кіностудії.
Після спроби державного путчу у серпні 1991 року, який намагався вчинити Державний комітет з надзвичайного стану на знак протесту вийшов із Комуністичної партії Радянського Союзу.
Пішов із життя 7 жовтня 2001 року у Києві. Місце поховання — Берковецьке кладовище, ділянка 46.

## Фільмографія
Автор сценаріїв фільмів:
- «Останній гейм» у співавт. з Ю. Слупським, повнометражний, ігровий, кіностудія ім. О.Довженка,1981.
- «До рідних джерел» (російська версія — «К родным истокам»), 2 частини, документальний, кіностудія "Київнаукфільм", 1978.

Вів фільми:
- «Три доби після безсмертя» (1963, у співавт. з Р. Король)
- «Бджоли і люди» (1963), к/м)
- «Суд йде» (1963), к/м)
- «Дитина» (1968, к/м)
- «Десятий крок» (1967, у співавт. з Г. Зельдовичем)
- «Анничка» (1968)
- «Падаючий іній» (1969, у співавт. з Г. Зельдовичем)
- «Скарби палаючих скель» (1968)
- «Карантин» (1968)
- «Совість» (1968; вів відновлену версію фільма — 1989 року)
- «Острів Вовчий» (1969)
- «Шлях до серця» (1970)
- «Олеся» (1970)
- «Інспектор карного розшуку» (1971)
- «Софія Грушко» (1971)
- «Довга дорога в короткий день» (1972)
- «Лаври» (1972)
- «Коли людина посміхнулась» (1973)
- «Дума про Ковпака» (1973–1976)
- «Серед літа» (1975)
- «Тривожний місяць вересень» (1975)
- «Право на любов»(1977, у співавт. з О. Бурмістенко)
- «Якщо ти підеш...» (1977, у співавт. з Е. Косничук)
- «Женці» (1979)
- «Від Бугу до Вісли»(1980)
- «Платон мені друг» (1980)
- «Високий перевал» (1981)
- «Якщо ворог не здається...» (1982)
- «Розпад» (1990, у співавт. з В. Юрченком)
- «Ха-бі-аси» (1990)
- «Жінка для всіх» (1991)
- «Співачка Жозефіна й Мишачий Народ» (1994, у співавт.)

## Нагороди
- Грамота Президії Верховної Ради України (1985)
- Медаль «За бойові заслуги»(1948)
- Медаль «За перемогу над Німеччиною у Великій Вітчизняній війні 1941—1945 рр.»(1946)
- Медаль «20 років перемоги у Великій Вітчизняній війні 1941—1945 рр.» (1966)
- Медаль «50 років Збройних Сил СРСР»(1969)
- Медаль "За доблесну працю з нагоди відзначення 100-річчя В.І.Леніна" (1970)
- Медаль «30 років перемоги у Великій Вітчизняній війні 1941—1945 рр.» (1975)
- Медаль «60 років Збройних Сил СРСР»(1979)
- Медаль «40 років перемоги у Великій Вітчизняній війні 1941—1945 рр.»(1985)
- Медаль «Ветеран праці»
- Медаль «У пам'ять 1500-річчя Києва»(1982)
- Орден Вітчизняної війни, 1-ї ступені (1985)